# 인도 연합 무슬림 연맹
인도 연합 무슬림 연맹은 인도의 무슬림 정당이다. 파키스탄에 가담하지 않은 무슬림들이 만든 정당이다. 통합진보동맹에 소속되어 있다.

## 같이 보기
- 인도의 정당
- 전인도 무슬림 연맹
- 이슬람 민주주의 정당 목록